# Acidiella formosana
Acidiella formosana är en tvåvingeart som först beskrevs av Tokuichi Shiraki 1933.  Acidiella formosana ingår i släktet Acidiella och familjen borrflugor.
Artens utbredningsområde är Taiwan. Inga underarter finns listade i Catalogue of Life.